# حشره‌خوار مهاجر
 حشره‌خوار مهاجر (نام علمی: Sorex vagrans) نام یک گونه از سرده حشره‌خوارهای دم‌دراز است.